# ISO 732
ISO 732 è un formato standard ISO per le pellicole delle  fotocamere formato medio. La seconda edizione dello standard (1982) specificava le dimensioni dei formati da 127, 120 e 620, carte protettive e tipologia di rocchetto.  La terza edizione (1991) ha eliminato le specifiche dei formati 127 e 620, poiché ormai obsoleti ed ha aggiunto le specifiche del formato da 220.  L'edizione corrente (2000) incorpora lo standard ISO 1048 con l'esposizione delle pellicole.
I formati 120, 220, e 620 sono molto simili tra loro, infatti utilizzano pellicole della stessa larghezza, mentre il formato 127 è più stretto.  I formati e i loro nomi sono anteriori alla standardizzazione ISO ed erano sviluppati dalla Kodak.